# Configuracionismo
O Configuracionismo, ou Teoria Configuracionista, é baseado na Teoria da Percepção e na Psicologia da Forma(Gestalt). A teoria configuracionista tenta explicar o surgimento do lazer na sociedade, diferente das correntes de pensamento de seu tempo, é uma corrente pós-estruturalista, e procura uma explicação não-determinista, mas que busque o processo de origem contínuo dos fenômenos sociais.
De modo geral, a questão sobre o surgimento do lazer, embora nem sempre seja discutida de maneira sistematizada, quase sempre permeia as obras que abordam o tema sobre lazer. Com o intuito de aprofundar a discussão a teoria configuracionista oferece algumas reflexões.
Para o Configuracionismo é importante ressaltar a impossibilidade e a desnecessidade de se encontrar um princípio absoluto para o surgimento do lazer e, também, refutar a ideia de que o lazer surgiu na modernidade, em decorrência das transformações da Revolução Industrial.

## O Surgimento do Lazer
De acordo com a sistematização apontada por Gomes (2003; 2004), duas correntes opostas dividem as opiniões quanto a controversa questão sobre o surgimento do lazer. Inseridos na primeira corrente estão autores que consideram que o lazer existia nas sociedades mais antigas e que, portanto, sempre existiu (RUSSEL, 2002; DEGRAZIA, 1966; MUNNÉ, 1980; MEDEIROS, 1975). Do lado oposto, autores que entendem o lazer como um fenômeno moderno, com origem marcada nas modernas sociedades urbano-industriais (DUMAZZEDIER, 1979; MARCELLINO, 1983; MELOE ALVES JUNIOR, 2003; MASCARENHAS, 2005).
Optando por não se filiar a nenhuma dessas correntes, Gomes argumenta que
precisar cronologicamente o surgimento do lazer é uma tarefa um tanto quanto complexa. Para ela, da mesma forma que as manifestações e práticas culturais que fluíam a seu tempo e modo em períodos antigos da história não podem ser simplesmente igualadas e compreendidas como uma versão clássica do lazer moderno, o lazer não pode ser interpretado como um fato exclusivo da modernidade, com data de nascimento no século XVIII. Para alguns teóricos - diz ela - o surgimento do lazer é associado a esta época devido, principalmente, às transformações decorrentes do processo da revolução industrial, destacadamente àquelas que levaram à rígida e nítida de limitação da jornada de trabalho. Esta delimitação, na visão deles, acabou distinguindo, por sua vez, o tempo de trabalho do tempo de não trabalho, ou seja,distinguindo o tempo de trabalho do tempo livre dentro do qual o tempo de lazer estaria inserido. Embora não considere que o lazer tenha surgido nesta época, ainda assim destaca a importância das transformações que ocorreram nesse período e que foram “decisivas para que o lazer, entre outras dimensões da vida, fosse revestido de características próprias, configurando-se da forma como conhecemos hoje” (GOMES,2003, p.61-62). Apontar precisamente quando o lazer surgiu não só é uma tarefa arriscada e complexa, como nos fala Gomes, mas tomando emprestado algumas premissas da teoria configuracionista podemos afirmar que fazê-lo seria um equívoco.

## A Teoria Configuracionista
De acordo com a teoria configuracionista, um fenômeno que ocorre no seio da sociedade não pode e nem deve ser compreendido de maneira estática, como se as relações sociais que formam esta sociedade fossem imutáveis, formando-se instantaneamente de uma hora pra outra, mas sim como resultado de uma longa e intensa cadeia de modificações sociais que se produzem e se transformam ao longo dos tempos. Assim, compreender um fenômeno social que é visivelmente percebido em um determinado período histórico exige que se compreenda que ele é fruto de um processo contínuo, por vezes demasiadamente longo, que sofrendo avanços e recuos nem sempre caminha na mesma direção, não-linear, por assim dizer.
As modificações que decorrem de um processo social de longa duração não podem ser interpretadas como conseqüência de planos racionais e ações deliberadas de indivíduos ou grupos sociais específicos. Não é possível conceber, por exemplo, que um processo longo que atravessa gerações resulta em uma configuração social intencionalmente pensada, que foi anteriormente planejada por um indivíduo ou grupo isolado (ELIAS, 1993). Nem por isso pode-se afirmar que tais modificações sejam desordenadas ou caóticas, muito pelo contrário, seguem uma ordem específica e por mais que, em alguns casos, sejam forçadas por fenômenos físicos, procedem sempre de atos humanos, sejam eles intencionais ou não, cabendo a nós, pesquisadores do âmbito das ciências sociais, analisar, descobrir e relatar como isso ocorre(ELIAS, 1993, p. 193-195).
Não é possível, portanto, assinalar um marco zero pra esses tipos de processos (configurações),pois embora tenham lá seus avanços e recuos, devem ser observados sempre como algo contínuo e em constante modificação. Isso fica muito evidente quando nos deparamos com as análises sociológicas de Norbert Elias sobre o tempo(ELIAS, 1998), a linguagem(ELIAS, 1994), e também, principalmente, as mudanças nos padrões de comportamento e de autocontrole decorrentes do processo civilizador(ELIAS, 1993).Percebemos a partir destas obras que não é possível assinalar de forma pontual o início desses processos,nem apontar com certeza absoluta o seu fim. O próprio autor nos alerta que intentar fazê-lo nada mais é do que uma enraizada “convenção dominante da fala e do pensamento” que “tem expressão numa poderosa necessidade intelectual de descobrir primórdios absolutos” (ELIAS, 1994, p. 23) e, também, uma forma de nos sentirmos mais tranquilizados para traçar processos investigativos:
Muitos aspecto do mundo real, que é objecto das explorações científicas, têm o caráter de um processo onde, muitas vezes, se podem reconhecer transições para um novo estádio, mas sem qualquer começo absoluto. [...] As referências a um começo absoluto podem parecer fornecer uma base segura para a necessidade humana de orientação. (ELIAS, 1994, p. 23).
Sabendo disso, que não é possível encontrar um primórdio absoluto para o surgimento do lazer, afinal é inaceitável imaginar a existência de um período histórico no qual, de um instante para o outro, o fenômeno tenha simplesmente aparecido como algo completamente novo, sem qualquer antecedência histórica. Sendo o lazer um fenômeno social que faz parte de uma longa e intensa cadeia de processos sociais, a busca por suas raízes históricas deve estar voltada não para a descoberta de um marco decisivo, mas para a compreensão de como esse processo cego foi se constituindo no decorrer da história da humanidade, de como e por que algumas de suas características permaneceram ao longo dos tempos enquanto outras desapareceram, de como foi se transformando e se adaptando face às modificações sociais ao mesmo tempo em que, de maneira inversa, provocava ou facilitava essas modificações.